# Prithvi Bir Bikram Shah
Prithvi Bir Bikram Shah (Nepalès: पृथ्वी बीर विवी बीर विविबीर विविबीर विविव, (Katmandú, 18 d'agost, 1875 - idem. 11 de desembre, 1911), va ser rei del Nepal des de 1881 fins 1911), any en què va morir.
La primitiva història del Nepal és llegendària, i reis de Gaur (Bengala) i Kanchi (Conjeeveran) sembla que van governar alternant amb déus i dimonis. La primera dinastia històrica la van formar vuit ahirs de Gujarat, seguits de tres prínceps més de la mateixa raça, però procedents del Hindustan. Aquests van ser desposseïts pels Kiratas d'Orient, 29 dels quals van regnar el Nepal. El setè príncep d'aquesta dinastia va ser mort quan auxiliava als pandaves en la gran guerra esmentada al Mahabharata, i en el regnat del 14a, Asoka va visitar el Nepal i la seva filla va casar amb un Kxatriya, que va fundar l'Estat de Deva Patan. L'últim Kirata va ser destronat per un Somavansi Kshattriya, el quart descendent del qual va sotmetre tota l'Índia, i no havent tingut successió va adoptar un noi de la branca Suryavansi. En temps del 18è. rei, l'apòstol Saukarachariya va visitar el Nepal i va reformar el bramanisme. El 31è. rei era un Thakur per la seva raça i fou coronat, segons les cròniques, l'any 101 a. de J.C. Seguint-se una dinastia de 18 Thakurs, succeïts per cinc reis procedents de Nayakot: després tornen 12 reis Thakurs, dels quals els dos últims eren germans. Van ser desposseïts per Nanyadeva, que va venir de la dinastia karnata i es va fer l'amo de tota la comarca. Això passava el 888 de J.C. Amb Nanyadeva van venir els newars, una tribu d'origen mongol, el nom del qual, en una forma diferent, s'ha conservat al Nepal modern. La dinastia començada per ell va perdurar fins a finals del segle XV.
El 1496 fou repartit el regne, ocupant Ratmamalla el tron de Jatmandu. Va ser el primer príncep que va fer encunyar moneda de coure. En les albors del segle XVII el Khatmandu fou dividit, al seu torn, en dues parts, per a dos fills del setè rei, i des d'aquesta època la cronologia de l'Estat queda perfectament establerta per inscripcions, monedes i cròniques.
Durant el segle xviii els tres regnes dels newars van patir nombroses variacions, i un dels prínceps va demanar l'auxili de Prithvi Narayan, rei dels Gurkhes. Aquest aprofità content l'oportunitat que se li presentava d'introduir-se al Nepal. El príncep newar, no obstant, es va adonar ben aviat de la seva imprudent acció i va entrar en tractes amb els seus dos rivals. Prithvi Narayan, ni curt ni mandrós, es va apoderar de gran porció del terreny d'un dels principats, i els tres newars van reclamar el suport d'Anglaterra. La força enviada al seu auxili va resultar insuficient, i Prithvi va conquistar els tres principats, fent-se amo del Nepal el 1796. Els Gurjas, ja propietaris, van concloure un tractat comercial amb la Gran Bretanya el 1792. Aleshores els nepalesos van envair el Tibet i van tornar amb un gran botí, però el 1793 els xinesos van enviar un exèrcit que va avançar fins a acampar a 20 milles de la capital de l'Estat, acabant la invasió mitjançant un tractat conclòs entre el rei gurja i l'emperador de la Xina.
Entre 1803 i 1815 les forces del Nepal van envair el territori Cis Sutlej del Punjab i els Estats de Simla, però en 1816 es va signar un tractat pel Nepal é Anglaterra mitjançant el qual els districtes envaïts quedaven sota el domini d'aquesta darrera potència. Des de 1816 fins a 1843 la història del Nepal és una pàgina d'intrigues i assassinats als palaus reials i diferents faccions alternaven en el poder durant les minories, fins que va aparèixer un enèrgic ministre en la persona de Jung Bahadur Rana, el qual va demostrar les qualitats d'un ferm governant, sagaç i just.
El 1850 Bahadur va visitar Europa, i aquest viatge marca una època en la història del Nepal. Va venir a demostrar la força i el prestigi del ministre, des del moment en què s'atrevia a abandonar als quatre anys del seu accés al poder d'una comarca la recent història de la qual llançava tantes intrigues i drames sagnants. Fou acompanyat per dos dels seus germans, i el resultat de la visita fou posar de manifest als nepalesos la força i els recursos de la nació britànica. La derivació immediata d'aquest coneixement es va veure el 1857, quan el ministre i els seus germans es van trobar amb prou capacitat per dominar l'esperit revolucionari de molts dels seus súbdits, disposats a secundar la formidable revolució. Va fer més el ministre; es va posar al capdavant de 8.000 nepalesos que van lluitar al costat de l'exèrcit anglès.
Els gurjes van ser degudament recompensats; Bahadur va ser creat gran comanador de la ordre del Bany, i es va annexionar al Nepal una gran extensió de la frontera d'Oudh. El rei del Nepal va concedir al seu primer ministre el títol de maharajà. Va morir en 1877, disposant que la plaça de primer ministre passés als seus germans, i en el seu defecte al seu fill gran, Jagat Jung Rana. El 1881 va pujar al tron el sobirà menor d'edat, i es va produir una escissió entre els germans de Bahadur, però es va imposar Chandia Shamsher, el qual va empunyar les regnes del poder, amansant tota l'oposició i exercint sense obstacles els seus càrrecs de generalíssim i primer ministre. El 1905 se'l va crear gran comanador de l'ordre de l'Estrella de l'Índia, i al següent any va ser nomenat major general honorari de l'exèrcit britànic i coronel del quart Gurkha Rifles. Va visitar Anglaterra el 1908. Des de l'època de sir Jang Bhadur el sistema de govern del Nepal va quedar clarament definit. Sir Shamsher Jang, primer ministre, vaig exercir de fet un poder absolut, posseïa el títol de maharajà, era gran comanador de l'Ordre del Bany, doctor en Dret per la Universitat d'Oxford, etc...